# Ansigtet i Mørket
Ansigtet i Mørket er en amerikansk stumfilm fra 1918 af Hobart Henley.

## Medvirkende
- Mae Marsh som Jane Ridgeway
- Niles Welch som Richard Grant
- Alec B. Francis som Charles Ridgeway
- Harry Myers som Jim Weaver
- Donald Hall som Nixon